# Saint-Louis-de-Montferrand
Pour les articles homonymes, voir Saint-Louis et Montferrand.
Saint-Louis-de-Montferrand est une commune du Sud-Ouest de la France, située dans le département de la Gironde, en région Nouvelle-Aquitaine.

## Géographie

### Localisation
Commune de l'extrême nord de l'Entre-deux-Mers, dans la presqu'île formée par la confluence entre la Dordogne et la Garonne et sur la rive droite de celle-ci, Saint-Louis-de-Montferrand est également située au nord-est de l'aire d'attraction de Bordeaux, à 17 km au nord de Bordeaux, chef-lieu du département et d'arrondissement.

### Communes limitrophes
Les communes limitrophes en sont Ambès au nord, Ambarès-et-Lagrave à l'est et Bassens. Sur la rive gauche (ouest) de la Garonne se trouvent Blanquefort au sud-ouest, Parempuyre à l'ouest et Ludon-Médoc au nord-ouest.
| Ludon-Médoc           | Ambès                      |                    |
| Parempuyre La Garonne | Saint-Louis-de-Montferrand | Ambarès-et-Lagrave |
| Blanquefort           | Bassens                    |                    |

### Climat
Pour des articles plus généraux, voir Climat de la Nouvelle-Aquitaine et Climat de la Gironde.
Historiquement, la commune est exposée à un climat océanique aquitain.  
En 2020, Météo-France publie une typologie des climats de la France métropolitaine dans laquelle la commune est exposée à un climat océanique et est dans la région climatique  Aquitaine, Gascogne, caractérisée par une pluviométrie abondante au printemps, modérée en automne, un faible ensoleillement au printemps, un été chaud (19,5 °C), des vents faibles, des brouillards fréquents en automne et en hiver et des orages fréquents en été (15 à 20 jours).
Pour la période 1971-2000, la température annuelle moyenne est de 13,7 °C, avec une amplitude thermique annuelle de 14,4 °C. Le cumul annuel moyen de précipitations est de 920 mm, avec 12,2 jours de précipitations en janvier et 6,1 jours en juillet. Pour la période 1991-2020, la température moyenne annuelle observée sur la station météorologique la plus proche, située sur la commune de Saint-Gervais à 9,2 km à vol d'oiseau, est de 13,9 °C et le cumul annuel moyen de précipitations est de 824,9 mm,. Pour l'avenir, les paramètres climatiques de la commune estimés pour 2050 selon différents scénarios d’émission de gaz à effet de serre sont consultables sur un site dédié publié par Météo-France en novembre 2022.

## Urbanisme

### Typologie
Au 1er janvier 2024, Saint-Louis-de-Montferrand est catégorisée ceinture urbaine, selon la nouvelle grille communale de densité à sept niveaux définie par l'Insee en 2022.
Elle appartient à l'unité urbaine de Saint-Louis-de-Montferrand, une unité urbaine monocommunale constituant une ville isolée,. Par ailleurs la commune fait partie de l'aire d'attraction de Bordeaux, dont elle est une commune de la couronne,. Cette aire, qui regroupe 275 communes, est catégorisée dans les aires de 700 000 habitants ou plus (hors Paris),.

### Occupation des sols

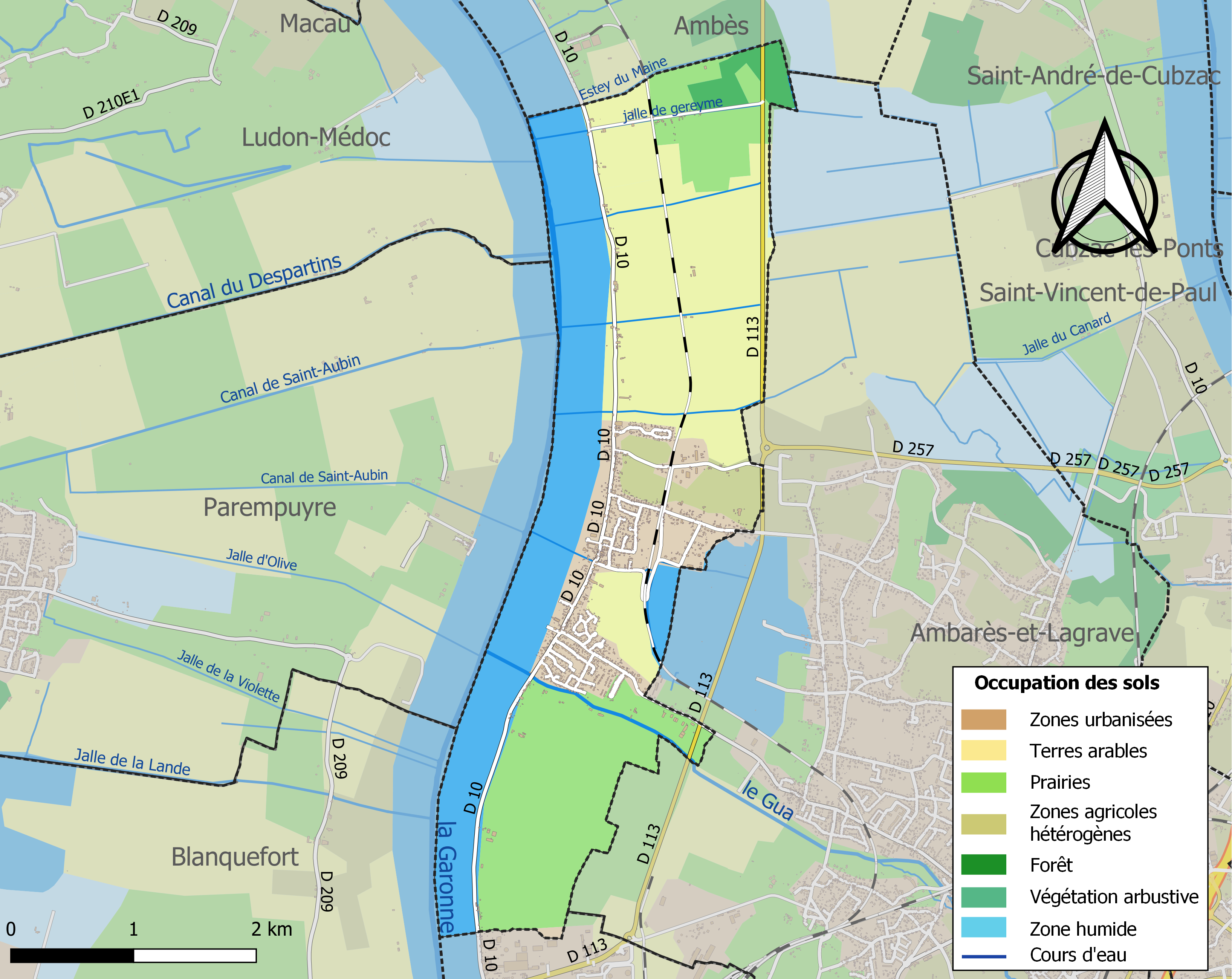
Carte des infrastructures et de l'occupation des sols de la commune en 2018 (CLC).

L'occupation des sols de la commune, telle qu'elle ressort de la base de données européenne d’occupation biophysique des sols Corine Land Cover (CLC), est marquée par l'importance des territoires agricoles (58,9 % en 2018), en diminution par rapport à 1990 (62,1 %). La répartition détaillée en 2018 est la suivante : 
terres arables (27,5 %), eaux continentales (26,2 %), prairies (24,1 %), zones urbanisées (12,1 %), zones agricoles hétérogènes (4 %), cultures permanentes (3,4 %), forêts (2,3 %), zones industrielles ou commerciales et réseaux de communication (0,2 %), zones humides intérieures (0,2 %). L'évolution de l’occupation des sols de la commune et de ses infrastructures peut être observée sur les différentes représentations cartographiques du territoire : la carte de Cassini (XVIIIe siècle), la carte d'état-major (1820-1866) et les cartes ou photos aériennes de l'IGN pour la période actuelle (1950 à aujourd'hui).

### Voies de communication et transports

#### Réseau routier
Saint-Louis-de-Montferrand est desservi par 3 routes principales :
- La  vers Ambès, Bassens et la rocade de Bordeaux () ( 2, située à 10 km au sud du village).
- La  (voie rapide Bassens-Ambès) vers Ambès, Bassens et .
- La  vers Saint-Vincent-de-Paul, Cubzac-les-Ponts et l'autoroute  ( 41, située à 5 km à l'est du village).

#### Réseauferroviaire
La ligne ferroviaire du Bec d'Ambès traverse la commune sans la desservir. 

La gare SNCF la plus proche est celle de La Gorp (Ambarès-et-Lagrave).

#### RéseauTransports Bordeaux Métropole
Saint-Louis-de-Montferrand est actuellement desservie par les lignes TBM suivantes :
- 50 90 91 96

Dès le 4 septembre 2023, la commune sera desservie par les lignes suivantes :
- 29 - 53 - 61

#### RéseauTransGironde
La commune n'est pas desservie.

### Risques majeurs
Le territoire de la commune de Saint-Louis-de-Montferrand est vulnérable à différents aléas naturels : météorologiques (tempête, orage, neige, grand froid, canicule ou sécheresse), inondations, mouvements de terrains et séisme (sismicité faible). Il est également exposé à un risque technologique, et  le risque industriel. Un site publié par le BRGM permet d'évaluer simplement et rapidement les risques d'un bien localisé soit par son adresse soit par le numéro de sa parcelle.

#### Risques naturels
La commune fait partie du territoire à risques importants d'inondation (TRI) de Bordeaux, regroupant les 28 communes concernées par un risque de submersion marine ou de débordement de la Garonne, un des 18 TRI qui ont été arrêtés fin 2012 sur le bassin Adour-Garonne. Les crues significatives qui se sont produites au XXe siècle, avec plus de 6,70 m mesurés au marégraphe de Bordeaux sont celles du 27 décembre 1999 (7,05 m, débit de la Garonne de 700 m3/s), du 13 décembre 1981 (6,85 m, 1500 à 2 000 m3/s), du 19 mars 1988 (6,84 m, 4 000 m3/s), du 7 février 1996 (6,77 m, 1 000 m3/s) et du 28 avril 1998 (6,73 m, 2 700 m3/s). Au XXIe siècle, ce sont celles liées à la tempête Xynthia du 28 février 2010 (6,92 m, 816 m3/s) et du 31 janvier 2014 (6,9 m, 2500 à 3 000 m3/s). Des cartes des surfaces inondables ont été établies pour trois scénarios : fréquent (crue de temps de retour de 10 ans à 30 ans), moyen (temps de retour de 100 ans à 300 ans) et extrême (temps de retour de l'ordre de 1 000 ans, qui met en défaut tout système de protection). La commune a été reconnue en état de catastrophe naturelle au titre des dommages causés par les inondations et coulées de boue survenues en 1982, 1999, 2009 et 2010,.
Les mouvements de terrains susceptibles de se produire sur la commune sont des tassements différentiels.

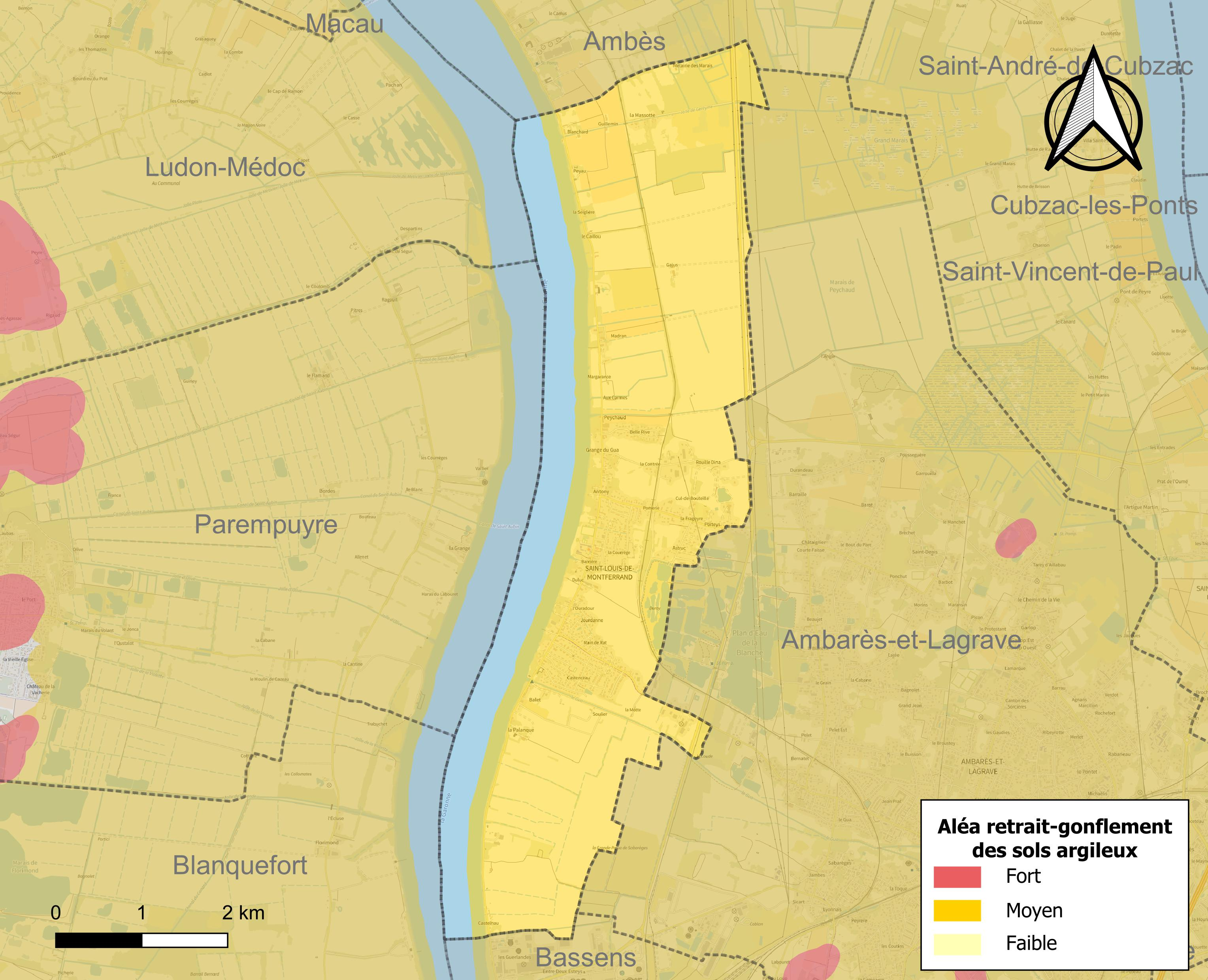
Carte des zones d'aléa retrait-gonflement des sols argileux de Saint-Louis-de-Montferrand.

Le retrait-gonflement des sols argileux est susceptible d'engendrer des dommages importants aux bâtiments en cas d’alternance de périodes de sécheresse et de pluie. 84 % de la superficie communale est en aléa moyen ou fort (67,4 % au niveau départemental et 48,5 % au niveau national). Sur les 783 bâtiments dénombrés sur la commune en 2019, 783 sont en aléa moyen ou fort, soit 100 %, à comparer aux 84 % au niveau départemental et 54 % au niveau national. Une cartographie de l'exposition du territoire national au retrait gonflement des sols argileux est disponible sur le site du BRGM,.
Concernant les mouvements de terrains, la commune a été reconnue en état de catastrophe naturelle au titre des dommages causés par la sécheresse en 1989, 2003, 2005 et 2012 et par des mouvements de terrain en 1999.

#### Risques technologiques
La commune est exposée au risque industriel du fait de la présence sur son territoire d'une entreprise soumise à la directive européenne SEVESO.

## Toponymie
Dans la région de l'Entre-deux-Mers, existent plusieurs villages contenant le mot « Barès » : Ambarès-et-Lagrave et Sainte-Eulalie (qui fut d'Ambarès jusqu'à la fin du XIXe siècle) : est-ce là l'origine des Barès, seigneurs de Montferrand ? La terre de Montferrand (proche de Bassens) fut vendue en 1591 aux jurats de Bordeaux.
Le premier nom des Montferrand était Barès : Amanieu de Barès, écuyer et seigneur de Montferrand, nom mentionné dans un acte passé à Bordeaux au palais de l'Ombrière le 13 février 1242 ou 1243.
En gascon, le nom de la commune est Sent Loís de Mont Ferrand.

## Histoire
Le berceau de la famille de Montferrand était la Guyenne ; seigneurs, hauts-justiciers d'une des baronnies les plus importantes du Bordelais et, en cette qualité, admis aux premiers rangs de la noblesse ; on voit les aînés de cette maison, durant plusieurs générations, porter seuls le nom de Barès, suivi aussitôt du qualificatif de Montferrand. Les cadets ne retiennent que ce dernier nom. Mais depuis Bertrand II de Montferrand, allié en 1365 à Rose d'Albret, c'est-à-dire depuis le XIVe siècle, le nom de Barès disparaît pour faire entièrement place à celui de Montferrand. Les dignitaires qui nous sont connus sont les suivants :
- Amaubin Ier de Barès, seigneur de Montferrand, sénéchal de Lannes, gouverneur du comté de Bigorre (1242-1271), marié à Gaillarde de Castillon.
- Bertrand II de Montferrand (1354-1410) chevalier banneret allié à Rose d'Albret, fille d'Amanieu d'Albret, seigneur de Langoiran et de Podensac
- Bertrand III de Montferrand (1409-1435), gouverneur de Marmande allié à Marguerite d'Astarac, puis à Isabeau de Preissac. Seigneur de Langoiran
- Bertrand IV de Montferrand (1435-1474), conseiller, chambellan du duc de Guyenne et Seigneur de Langoiran, marié vers 1450 à Jeanne de Luxe.
- Gaston Ier de Montferrand conseiller et chambellan du roi de France, gouverneur de Bourg, sénéchal de Bazadais (1471-1504), seigneur de Langoiran épousa Jeanne de Maingot de Surgères.
- Pierre Ier de Montferrand (1513-1547) capitaine d'une compagnie d'hommes d'armes, marié vers 1508 à Marie de Carmain et de Foix.
- Charles II de Montferrand, gouverneur de Bordeaux, seigneur de Langoiran, mort en 1574, épousa sa cousine Marguerite de Montferrand.
- Guy de Montferrand dit « Langoiran » (frère cadet de Charles II) mort en mai 1591. Un des chefs du parti protestant en Bordelais et en Périgord.
- Pierre II de Montferrand, dit de Lesparre, gouverneur de Blaye, décapité à Poitiers en 1454.
- François IV de Montferrand dit de Lesparre, premier panetier du duc de Guyenne, marié vers 1470 à Yolande Carion.
- Enfin, parmi les descendants de sainte Jeanne de Lestonnac, il faut citer son propre fils :
- François IV de Montferrand, gentilhomme ordinaire de la chambre du roi, et capitaine de chevau-légers, allié en 1600 à Marguerite de Cazalis.
- Et le petit-fils de sainte Jeanne de Lestonnac :
- Bernard de Montferrand, enseigne des gendarmes de la Reine, marié en 1647 à Delphine de Pontac[25].
- Et l’arrière-petite-fille de sainte Jeanne de Lestonnac :
- Marie Christine de Montferrand, épouse du sénéchal du Cubzacais, Jean-Nicolas Escudero de Guiral.

Au cours de la période de la Convention nationale (1792-1795), la commune a adopté le nom révolutionnaire de Montferrand en omettant la partie à connotation catholique de son nom.

## Politique et administration

### Rattachements administratifs et électoraux
Saint-Louis-de-Montferrand appartient à l'arrondissement de Bordeaux et au canton de la Presqu'île depuis le redécoupage cantonal de 2014 entré en vigueur à l'occasion des élections départementales de 2015,. Avant cette date, elle faisait partie du canton de Lormont.
Pour l'élection des députés, la commune fait partie de la quatrième circonscription de la Gironde, représentée depuis 2017 par Alain David (PS).

### Intercommunalité
Saint-Louis-de-Montferrand appartient à Bordeaux Métropole (anciennement Communauté urbaine de Bordeaux). Avec Ambès, elle est la seule commune qui fait partie de la métropole mais pas de l'agglomération de Bordeaux.

### Administration municipale
Le nombre d'habitants au dernier recensement étant compris entre 1 500 et 2 499, le nombre de membres du conseil municipal est de 19.

### Liste des maires
| Période                                  | Période                  | Identité         | Étiquette | Qualité                                                    |
| ---------------------------------------- | ------------------------ | ---------------- | --------- | ---------------------------------------------------------- |
| 1945                                     | mars 1977                | Marcel Boudy     |           |                                                            |
| mars 1977                                | mars 1989                | Laurent Cousty   | PS        | Garagiste retraité Réélu en 1983                           |
| mars 1989                                | janvier 1990 (démission) | Didier Teillac   |           |                                                            |
| janvier 1990                             | juin 1995                | Michel Blaise    | PS        |                                                            |
| juin 1995                                | mars 2001                | Gérard Boudy     | RPR       | Ingénieur retraité                                         |
| mars 2001                                | mars 2014                | Pierre Soubabère | PS        | Retraité de la SNCF Réélu en 2008                          |
| mars 2014 (réélue en 2020)               | En cours                 | Josiane Zambon   | PS        | Responsable de gestion Conseillère métropolitaine déléguée |
| Les données manquantes sont à compléter. |                          |                  |           |                                                            |

## Démographie
Les habitants de Saint-Louis-de-Montferrand sont appelés les Montferrandais.
L'évolution du nombre d'habitants est connue à travers les recensements de la population effectués dans la commune depuis 1793. Pour les communes de moins de 10 000 habitants, une enquête de recensement portant sur toute la population est réalisée tous les cinq ans, les populations de référence des années intermédiaires étant quant à elles estimées par interpolation ou extrapolation. Pour la commune, le premier recensement exhaustif entrant dans le cadre du nouveau dispositif a été réalisé en 2008.

En 2022, la commune comptait 2 097 habitants, en évolution de −2,83 % par rapport à 2016 (Gironde : +6,91 %, France hors Mayotte : +2,11 %).
| 1793 | 1800 | 1806 | 1821 | 1831 | 1836 | 1841 | 1846 | 1851 |
| ---- | ---- | ---- | ---- | ---- | ---- | ---- | ---- | ---- |
| 981  | 625  | 606  | 693  | 721  | 730  | 686  | 735  | 727  |

| 1856 | 1861 | 1866 | 1872 | 1876 | 1881 | 1886 | 1891 | 1896 |
| ---- | ---- | ---- | ---- | ---- | ---- | ---- | ---- | ---- |
| 694  | 709  | 774  | 804  | 746  | 746  | 822  | 848  | 871  |

| 1901 | 1906 | 1911 | 1921 | 1926 | 1931 | 1936 | 1946 | 1954 |
| ---- | ---- | ---- | ---- | ---- | ---- | ---- | ---- | ---- |
| 832  | 705  | 668  | 673  | 696  | 726  | 731  | 611  | 721  |

| 1962 | 1968  | 1975  | 1982  | 1990  | 1999  | 2006  | 2008  | 2013  |
| ---- | ----- | ----- | ----- | ----- | ----- | ----- | ----- | ----- |
| 993  | 1 165 | 1 078 | 1 340 | 1 808 | 1 864 | 2 008 | 2 052 | 2 092 |

| 2018  | 2022  | - | - | - | - | - | - | - |
| ----- | ----- | - | - | - | - | - | - | - |
| 2 149 | 2 097 | - | - | - | - | - | - | - |

## Économie et industrie
La commune est le siège social et lieu de l'usine-mère du groupe Kapla, depuis sa fondation en 1987 (env. 8 M€ de chiffre d'affaires annuel).

## Culture locale et patrimoine

### Lieux et monuments
- Domaine de Margarance, demeure du XVIIIe siècle inscrite au titre des monuments historiques en 1966[41].
- Le Bousquet, immeuble construit durant la première moitié du XIXe siècle inscrit au titre des monuments historiques en 1966[42].
- Domaine de la Seiglière, demeure des XVIIIe et XIXe siècles inscrite au titre des monuments historiques en 1987[43].
- Château Peyronnet, édifice construit en 1826 à la demande du comte Pierre-Denis de Peyronnet, ministre de la Justice et de l'Intérieur, inscrit au titre des monuments historiques en 2005[44].
- Domaine de la Palanque
- Église Saint-Louis, caractérisée par son clocher de style néo-byzantin. Elle est inscrite à l'Inventaire général du patrimoine culturel[45].
- Monument aux morts devant la mairie : un cénotaphe érigé en l'honneur des morts des Première et Seconde Guerres mondiales.

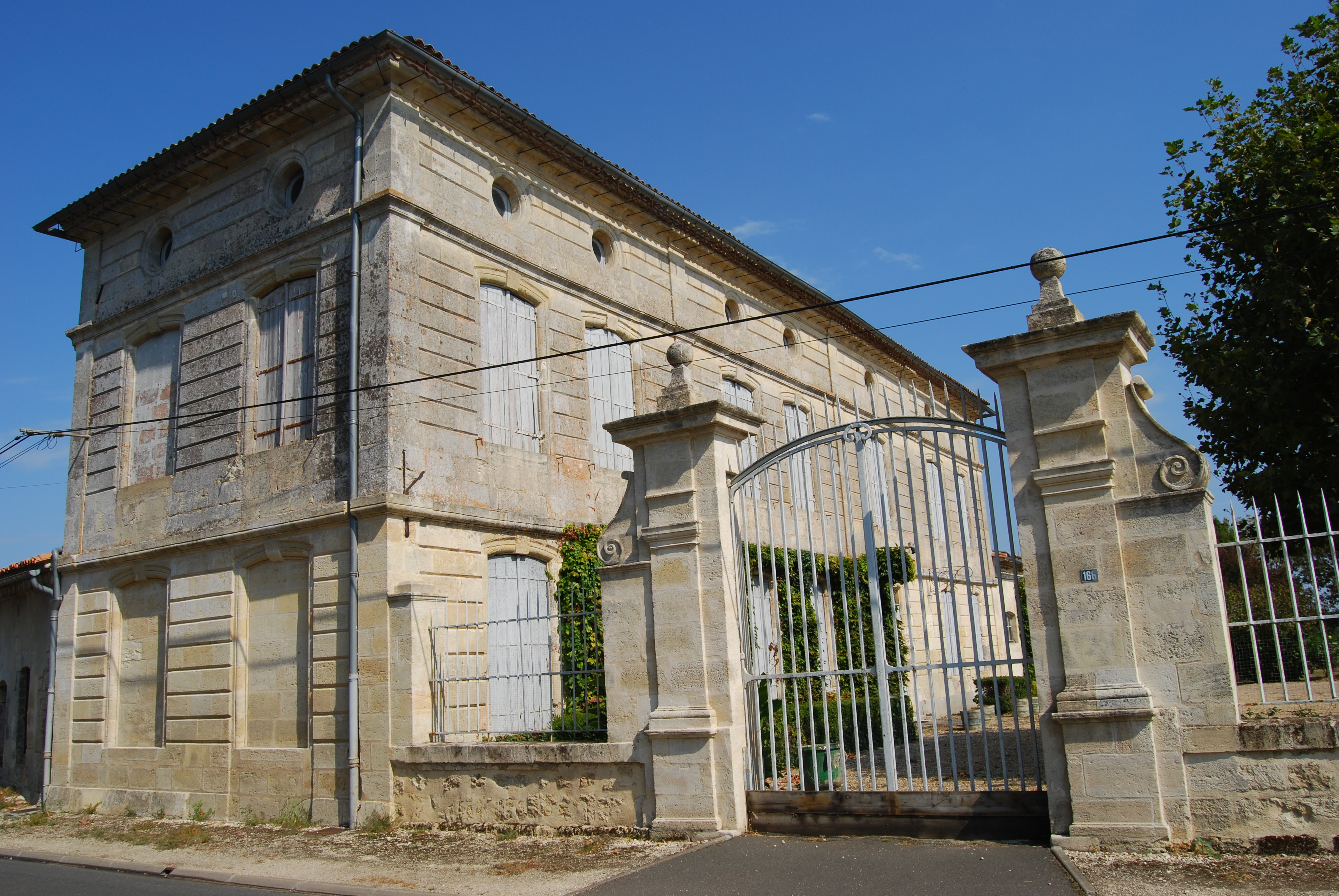
Le domaine de Margarance (sept. 2012)
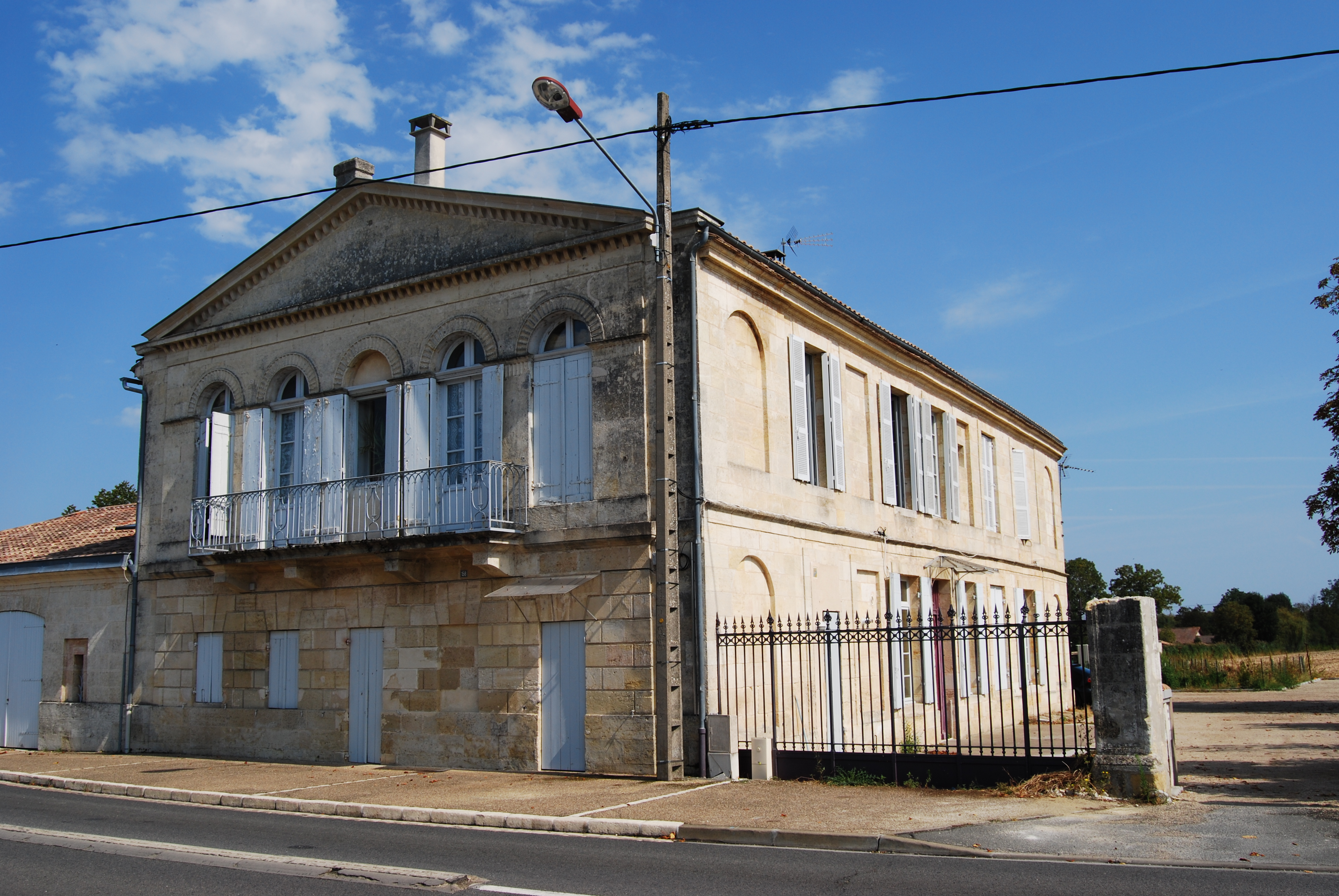
L'immeuble du Bousquet (sept. 2012)
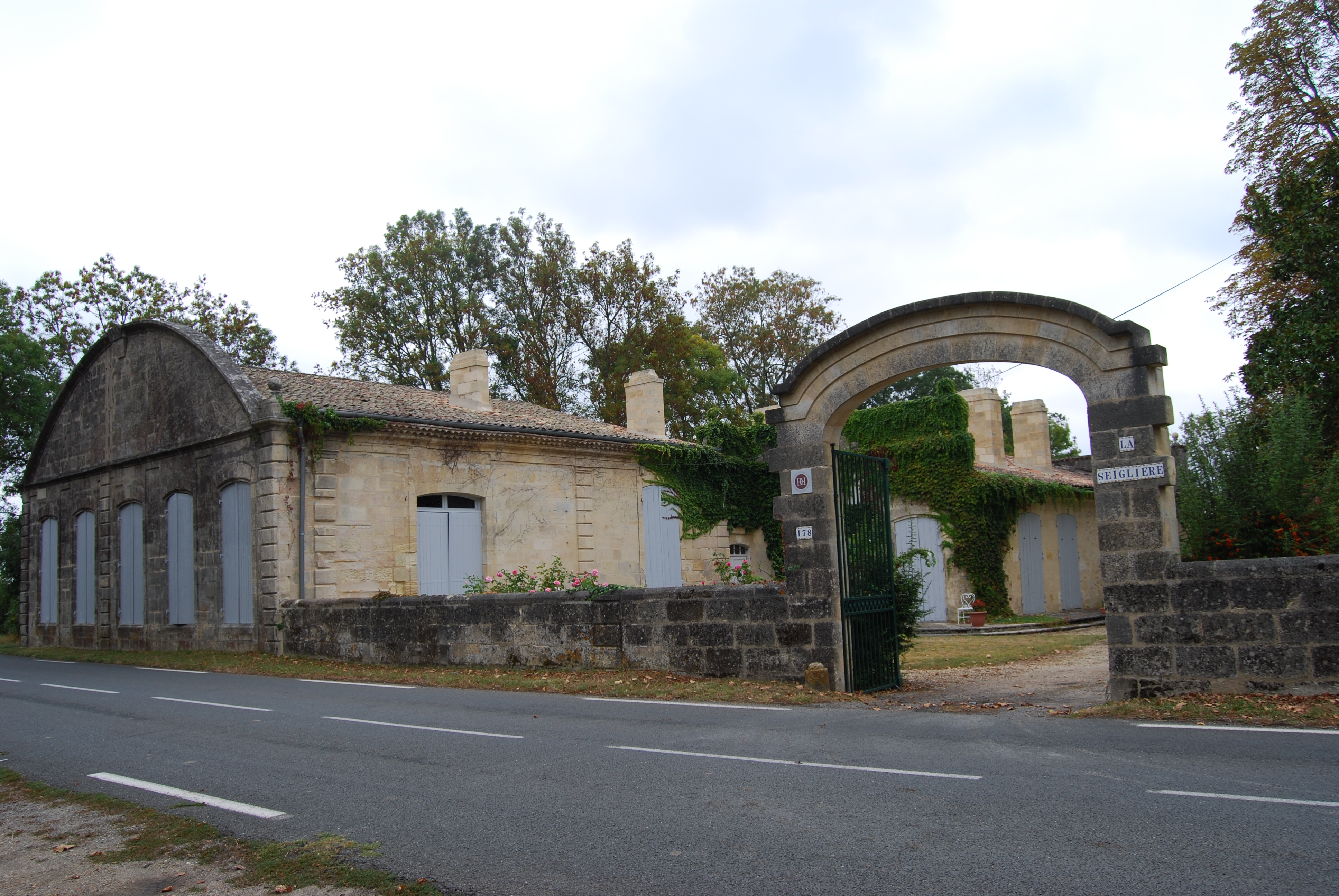
Le domaine de la Seiglière (sept. 2012)
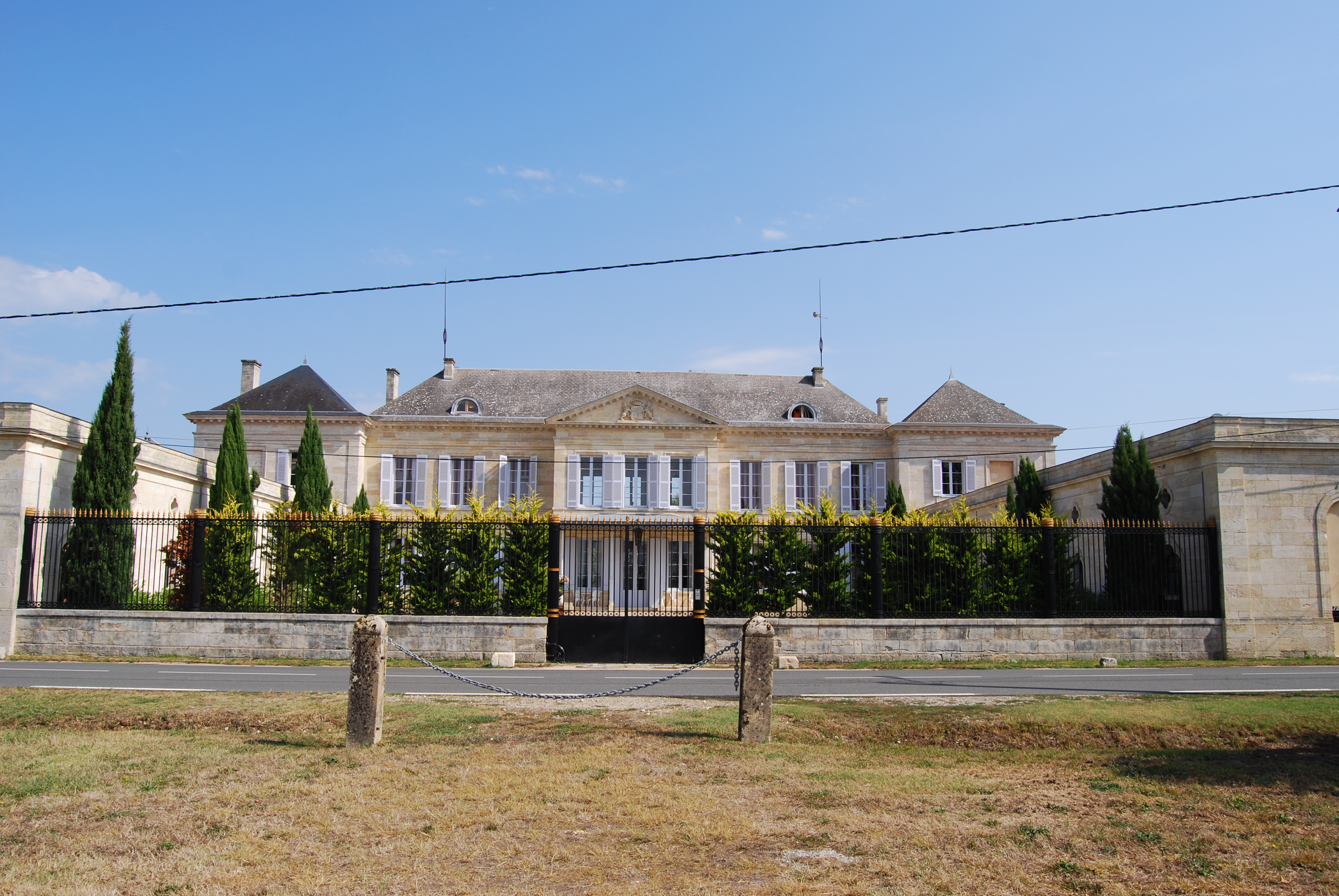
Le château Peyronnet (sept. 2012)

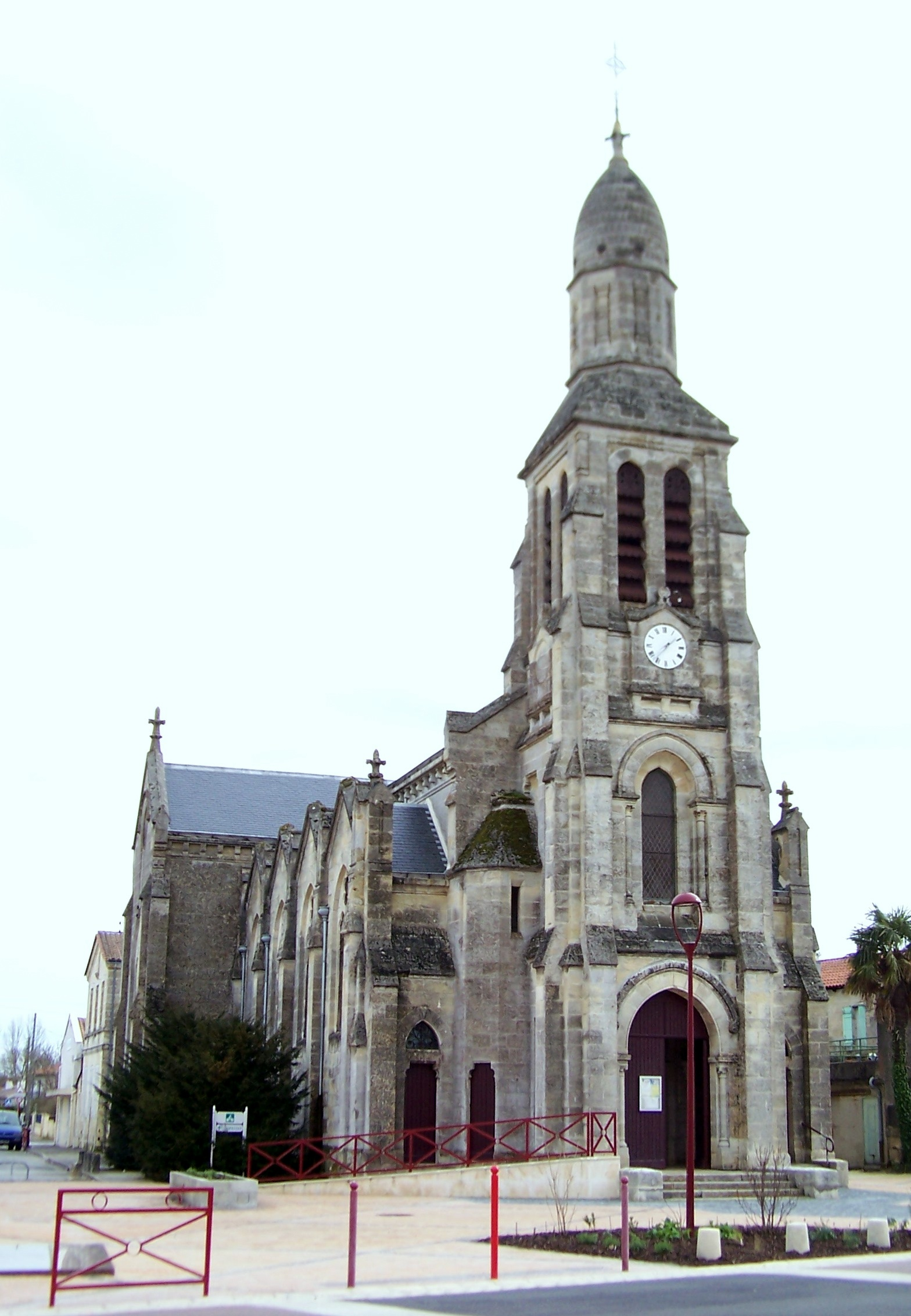
L'église Saint-Louis (mars 2014)
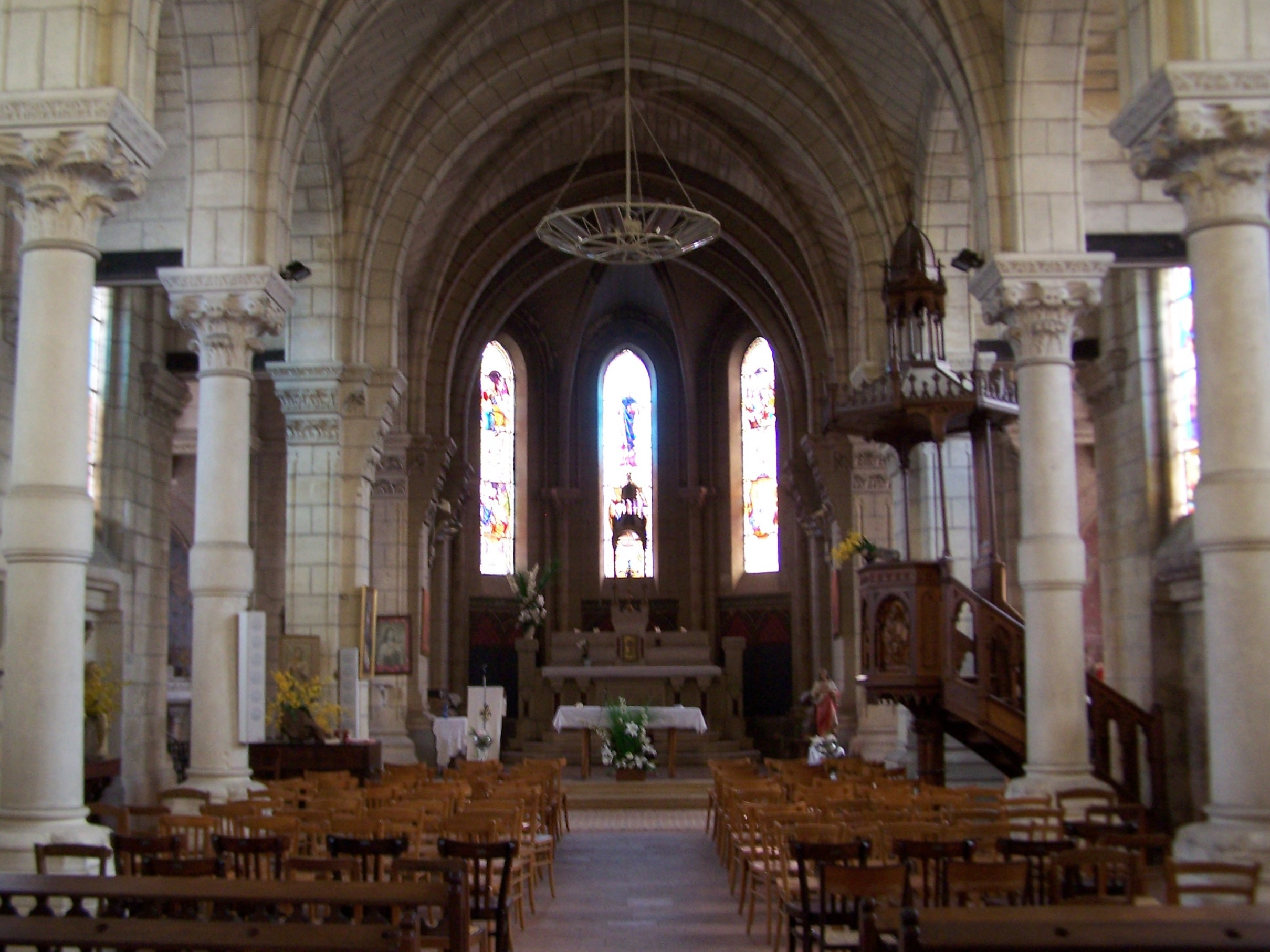
La nef de l'église Saint-Louis (mars 2014)
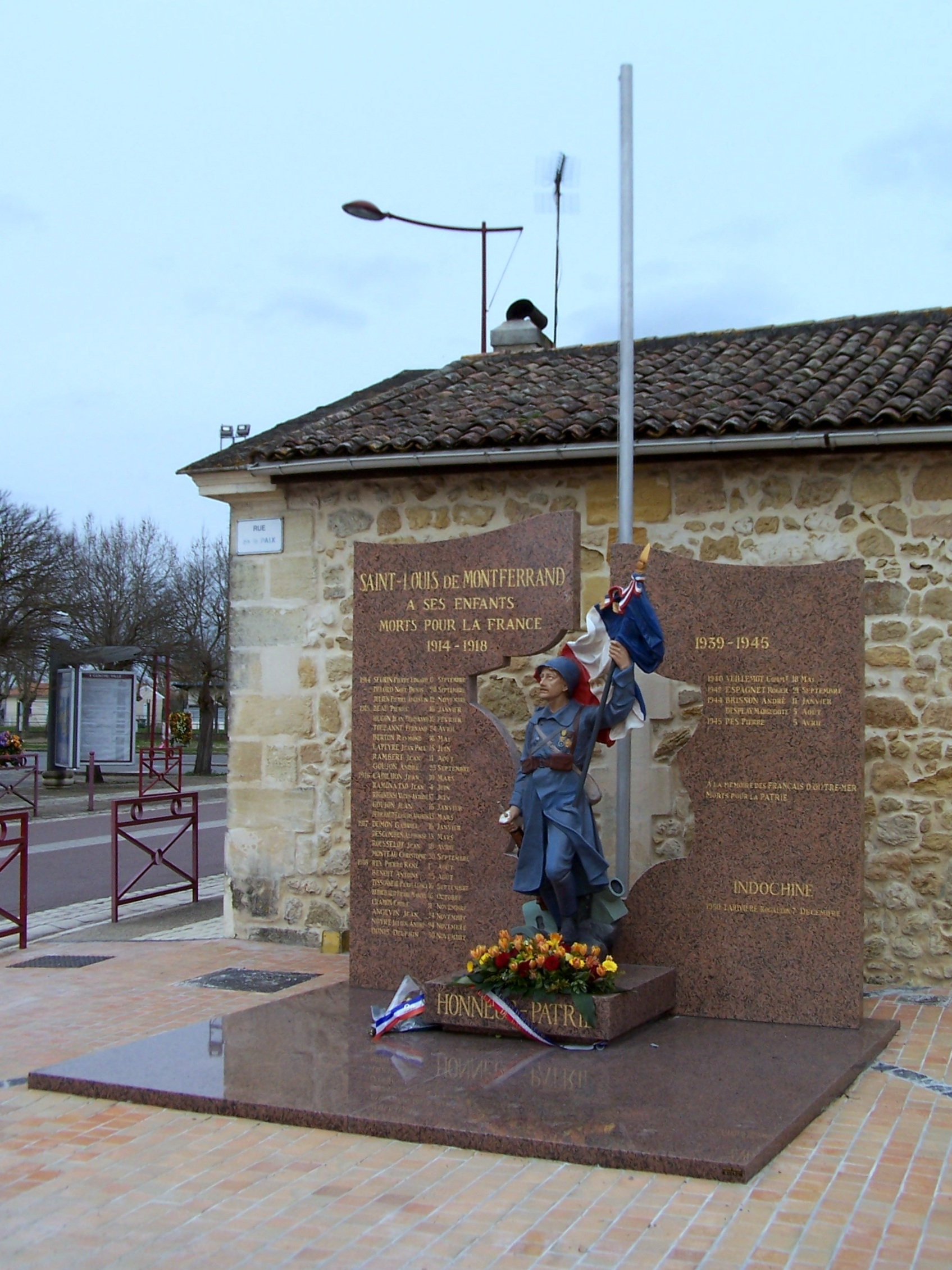
Le monument aux morts (mars 2014)

### Personnalités liées à la commune
- Comte Pierre-Denis de Peyronnet (1778-1854), ministre de la Justice et de l'Intérieur, propriétaire du château Peyronnet, y a vécu ses dernières années et y est mort.

### Héraldique
| Armes | Les armes de Saint-Louis-de-Montferrand se blasonnent ainsi : Tiercé en barre, au premier de gueules à la colombe contournée essorante d'argent tenant dans son bec un rameau d'olivier de sinople, au deuxième d'azur à l'alose d'argent, au troisième d'or à la grappe de raisin de gueules tigée et vrillée de sinople |